# Discocalyx minor
Discocalyx minor är en viveväxtart som beskrevs av Carl Christian Mez. Discocalyx minor ingår i släktet Discocalyx och familjen viveväxter. Utöver nominatformen finns också underarten D. m. oligantha.